# Arthrolips laetans
Arthrolips laetans là một loài bọ cánh cứng trong họ Corylophidae. Loài này được Broun miêu tả khoa học đầu tiên năm 1914.